# Monoteism
Monoteismul (din grecescul μόνος, monos, „singur” și θεός, theos, „zeu”) este credința în existența unui zeu sau într-un singur Dumnezeu. Monoteismul este caracteristic religiilor avraamice (iudaism, majoritatea denominatiilor creștinismului, islam, sabianism) și poate fi de asemenea recunoscut în numeroase alte religii, precum în Zoroastrism, Credința Bahá'í, Sikhism, chiar și în Hinduism. Antonimul monoteismului: politeism. Monoteismul se află în contrast cu ateismul și agnosticismul

## Definiție și tipuri
Monoteismul este credința într-un singur zeu, în contrast cu politeismul, credința în zeități multiple. Cu toate acestea, politeismul este compatibil cu monoteismul inclusiv sau alte forme ale monismului, iar distincția dintre monoteism și politeism nu este foarte clară sau obiectivă.
Unele religii monoteiste atribuie conotații "personale" propriului dumnezeu, pentru a-l diferenția de alți Dumnezei, despre care ei susțin că ar fi ori simple creații omenești (monoteismul exclusiv), ori alte forme ale Dumnezeului lor (monoteismul inclusiv).
În anumite cazuri se poate detecta o evoluție de la un cult enoteist, în care credincioșii acceptă existența unor divinități inferioare celei principale, pe care ei o venerează ca fiind adevăratul lor dumnezeu, la cultul monoteist.
Iudaismul a fost prima religie monoteistă de succes (care a supraviețuit fondatorului și vremii), deși unii susțin că însuși animismul ar fi o formă de monoteism. Poporul Israel se consideră de la un anumit moment al istoriei sale "poporul ales al singurului Dumnezeu", acel Dumnezeu care le-a revelat cartea sfântă - Biblia.
În creștinism, unicitatea lui Dumnezeu include divinitatea Fiului său și divinitatea Duhului Sfânt, aspect exprimat în doctrina trinitară, definită ca atare în secolul IV, în urma controverselor cu arianismul. Viziunea trinitară nu o întâlnim la mormoni și la Martorii lui Iehova, care au doctrine diferite: în cazul mormonilor triteismul, în timp ce Martorii lui Iehova susțin că Isus Cristos este inferior Dumnezeului Tată Iehova. Cu toate aceste diferențe, toate aceste culte susțin că ele însele sunt creștine, dar nu le recunosc și pe celelalte biserici ca atare. Cu toate că creștinismul consideră venerarea trinității ca pe o formă de monoteism, iudaismul o consideră idolatrie totală.
Islamul a preluat și adaptat multe elemente din iudaism și creștinism. La fel ca evreii, musulmanii practică un monoteism radical, considerându-l pe Isus Cristos un profet, și nu Fiul lui Dumnezeu. Musulmanii, ca și evreii, îi consideră pe creștini politeiști.
Cât despre zoroastrism și credința Bahá'í, religii practicate la granița dintre Orient și Occident - de exemplu în Iran și Pakistan - ele sunt caracterizate printr-un anumit grad de sincretism.